# پدرو سرناجیوتو
پدرو سرناجیوتو (انگلیسی: Pedro Sernagiotto; ۱۷ نوامبر ۱۹۰۸ – ۵ آوریل ۱۹۶۵) بازیکن فوتبال اهل برزیل بود.
از باشگاه‌هایی که در آن بازی کرده‌است می‌توان به باشگاه فوتبال یوونتوس، باشگاه فوتبال پالمیراس، و باشگاه فوتبال سائو پائولو اشاره کرد.